# Аветисян, Хачатур Мехакович
Хачату́р Меха́кович (Христофор Михайлович) Аветися́н (14 апреля 1926, Ленинакан, Армянская ССР — 1996) — советский и армянский композитор. Народный артист Армянской ССР (1984). Профессор Ереванской консерватории (1985).

## Биография
С 1942 работал исполнителем на каноне и заведующим музыкальной частью ансамбля песни и пляски.
С 1950 преподавал игру на каноне в музыкальном училище в Ереване.
В 1958—1972 — музыкальный руководитель Государственного ансамбля танца Армении.
В 1961 окончил Ереванскую консерваторию по классу композиции у Эдварда Мирзояна.
В 1974—1977 — музыкальный руководитель ансамбля песни и пляски им. Т. Алтуняна.
С 1977 — преподаватель, с 1978 — заведующий кафедрой народных инструментов Ереванской консерватории.

## Произведения
Большинство сочинений написаны для оркестра народных инструментов.

#### балет
Анаид (1964)

#### хоpеографические картины
Заколдованные цветы (1960)

Севан (1963)

#### для оркестра
Праздничная увертюра (1957)

Детская сюита (1969)

симфоническая сюита (1970)

#### для оркестра народных инструментов
Танцевальная сюита (1956)

Увертюра (1959)

сюита Детские картинки (1969)

#### для канона
концерт для канона и малого симфонического оркестра (1954)

#### хоровые и сольные песни
свыше 60

## Награды и признание
- Заслуженный артист Армянской ССР (1961).
- Заслуженный деятель искусств Армянской ССР (1965).
- Народный артист Армянской ССР (1984).
- Медаль «За трудовое отличие» (27.06.1956).
- Государственная премия Армянской ССР (1985).
- I премия на Международном конкурсе музыкантов-исполнителей 3-го Всемирного фестиваля молодёжи и студентов (Берлин, 1951) — как исполнитель на каноне.